# Tony Costa
Gleydson Antone Costa, detto Tony (Cambridge, 2 agosto 1944 – Walpole, 12 maggio 1974), è stato un serial killer statunitense, che ottenne notorietà per aver commesso diversi omicidi nella cittadina di Truro e dintorni nel 1969.

## Attività Criminale
Il caso attirò l'attenzione internazionale quando il procuratore distrettuale Edmund Dinis affermò: "I cuori di ogni ragazza erano stati rimossi dai corpi e non erano nelle tombe... Ogni corpo è stato tagliato in tante parti quante sono le articolazioni.'". Dinis affermò anche che c'erano segni di denti trovati sui corpi. Queste affermazioni hanno prodotto un flusso dei media nazionali ed internazionali a Provincetown, Massachusetts.
L'attenzione dei media fu così grande che Kurt Vonnegut (la cui figlia Edith aveva incontrato Costa) lo paragonò a Jack lo Squartatore in un articolo del numero di Life Magazine del 25 luglio 1969 e che fu incluso nella raccolta Divina idiozia. Vonnegut mantenne una corrispondenza con Costa. L'autore disse: "Il messaggio delle sue lettere per me era di una persona intenta ad essere virtuosa come non avrebbe potuto ferire una mosca. Ci credeva.'".
Costa venne sospettato di aver ucciso sette donne: Bonnie Williams, Barbara Spaulding, Sydney Monson, Susan Perry, Patricia Walsh e Mary Anne Wysocki, ma infine venne accusato di averne ucciso solo due: Walsh e Wysocki. L'8 febbraio 1969, mentre cercava i corpi di Patricia Walsh e Mary Anne Wysocki, la polizia ritrovò il corpo di Susan Perry.
Il corpo della Perry era stato tagliato in otto pezzi. Quando il corpo della Wysocki fu ritrovato circa un mese dopo, il suo busto e la sua testa erano stati sepolti separatamente. Non molto tempo dopo, la Walsh ed il resto del corpo della Wysocki furono trovati in una radura nella foresta che Costa sfruttava per coltivare marijuana.

## Processo e reclusione
Il 12 giugno 1969, Costa fu accusato di omicidio di tre vittime. Nel maggio 1970 fu condannato per gli omicidi di Mary Ann Wysocki e Patricia Walsh e condannato all'ergastolo al penitenziario Massachusetts Correctional Institution – Cedar Junction di Walpole. Quattro anni dopo la sua condanna, Costa si suicidò impiccandosi nella sua cella.
Il suo corpo è stato sepolto nel Cimitero San Pietro di Provincetown, Massachusetts.